# Цветелина Пенкова
Цветелина Пенкова е български политик, евродепутат в мандати 2019 – 2024 и 2024 – 2029 година, избирана от листата на БСП и част от групата на Партия на европейските социалисти.

## Биография
Цветелина Пенкова е родена на 19 февруари 1988 г. в София, Народна република България. Завършила е магистърска степен в Оксфордски университет и бакалавърски в Университет Бокони и Централноевропейски университет.
Работила е в Кралската банка на Шотландия и е съучредител на Милениум Клуб България.
На европейските избори през 2019 г. е избрана за евродепутат. През 2024 г. е преизбрана за член на Европейския парламент. Същата година е избрана за председател на Европейския енергиен форум.